# Eel River (Saint John River)
Der Eel River (englisch für „Aal-Fluss“) ist ein 42 km langer rechter Nebenfluss des Saint John River in der kanadischen Provinz New Brunswick.

## Verlauf
Der Eel River bildet den Abfluss des First Eel Lake auf einer Höhe von etwa 138 m im Südwesten des York County. Er fließt anfangs 9 km in Richtung Nordnordwest. Anschließend wendet sich der Eel River in Richtung Nordnordost. Ab diesem Punkt bildet der Fluss die Grenze zum nördlich gelegenen Carleton County. Später wendet sich der Eel River nach Osten. Oberhalb der Ortschaft Benton wird der Fluss von einem Wehr auf einer Länge von 7 km aufgestaut. Von Süden mündet der Pocowogamis Stream in den Stausee. In Benton bei Flusskilometer 20 überspannt eine im Jahr 1927 errichtete 32 m lange gedeckte Brücke, die Eel River No. 3 Covered Bridge, den Fluss. Der Eel River fließt nun 10 km nach Südosten und auf den letzten 10 km in Richtung Nordnordost, bevor er schließlich 18 km südlich von Woodstock in den Saint John River mündet. Die Flussmündung liegt auf einer Höhe von etwa 45 m. Auf dem letzten Kilometer überquert der Trans-Canada Highway (Woodstock–Fredericton) sowie die Route 165 den Fluss. 

## Hydrologie
Der Eel River entwässert ein Areal von etwa 650 km². Der mittlere Abfluss 11 km oberhalb der Mündung beträgt 10,5 m³/s. Die höchsten Abflüsse treten gewöhnlich im April und Mai auf mit im Mittel 35,7 bzw. 18,0 m³/s.